# Spaanse makreel
De Spaanse makreel (Scomber japonicus) is een straalvinnige vis uit de familie van makrelen (Scombridae) en behoort derhalve tot de orde van baarsachtigen (Perciformes).

## Beschrijving
De Spaanse makreel heeft een spoelvormig lichaam met een groenblauwe rug. Op de bovenkant van de flanken vertoont de vis vage golvende lijnen en op de gehele flank ronde vlekken. De buik is zilverwit. In tegenstelling tot de gewone makreel heeft deze vissoort een zwemblaas. In de eerste rugvin heeft de Spaanse makreel acht tot tien stekels. De vis kan maximaal 64 cm lang en 2900 gram zwaar worden. Meestal is de vis ongeveer 30 cm lang. De hoogst geregistreerde leeftijd is 18 jaar.
De Spaanse makreel paait in water tussen 15 en 20 °C. De vrouwelijke vis legt daarbij tussen 100.000 en 400.000 eitjes.

## Leefomgeving
De Spaanse makreel is een zoutwatervis. De vis prefereert een subtropisch klimaat en heeft zich verspreid over de drie belangrijkste oceanen van de wereld (Grote, Atlantische en Indische Oceaan). De diepteverspreiding is 0 tot 300 m onder het wateroppervlak. De vis trekt over grote afstanden en leeft in scholen.

## Relatie tot de mens
De Spaanse makreel is voor de visserij van groot commercieel belang. In de hengelsport wordt er weinig op de vis gejaagd.